# Cedartown
Cedartown – miasto w Stanach Zjednoczonych, w stanie Georgia, siedziba administracyjna hrabstwa Polk.